# Naki Shōjo no Tame no Pavane
Naki Shōjo no Tame no Pavane (亡き少女の為のパヴァーヌ?) es un manga japonés creado y dibujado por Koge-Donbo. El manga está siendo serialisado en shōnen manga magazín Comic Blade el 30 de julio de 2008, publicado por Mag Garden.  Consta de 5 volúmenes aun en publicación. Tokyopop recientemente licencio el manga.

## Sinopsis
Takenomaru Sagami es un prodigioso violinista con un contrato que cumplir. Cuando tenía 11 años de edad, Takenomaru contrajo la viruela y se estuvo en estado crítico. La constante sensación de no ser deseado y odiado a lo largo de su vida, miró hacia la muerte como un escape. En su condición de debilidad, descubrió la esperanza en la vida del teniente Sagami, quien lo animó a aprender el violín, una vez que se recuperó de su enfermedad. Él le dijo que la música no tenía nada que ver con la raza, que fue algo que jugó un papel importante en la manera como la gente lo trataba por su sangre extranjera. No mucho tiempo después de encontrar la esperanza y el propósito, Takenomaru paró frente a la entrada de la muerte, hizo un contrato con "un ángel" con el fin de seguir viviendo. A cambio de tres regalos (de vida, se ve, y el talento musical) que debe sacrificar a otros mediante la recopilación de las doce lágrimas de María. De su resentimiento por el mundo, está de acuerdo fácilmente. Siete años más tarde, en la escuela de música donde su padre adoptivo (Sagami) enseña, Takenomaru sigue a doce chicas para alcanzar las joyas que representan los propios sentimientos para él. Él le da a cada una un broche que cambia de color por la intensidad de sentimientos que tienen hacia él. Una vez que se enamoran de él, las chicas deben enfrentar la muerte con el fin de que Takenomaru pueda recoger Las lágrimas de María ocultos en los corazones de las chicas.

## Personajes
Takenomaru Sagami: Es de dieciocho años de edad, y adoptado por el Sr.Sagami el prodigioso violinista. Él es también un maestro del violín y se dice que es guapo. Cuando era más joven él fue acosado y maltratado (porque tenía "sangre blanca" en él) por los niños de la ciudad y los adultos, incluso por el anciano que cuidaba de él después de que su madre lo abandonó porque su padre (que era un extranjero) lo había dejado. Cuando estaba a punto de morir hizo un pacto con un "ángel" y ganó tres regalos, pero como parte del contrato que deben alcanzar Las doce lágrimas de María.él está enamorado de nanao y juro que cuando terminara esto él le devolveria la vida.
El Sr. Sagami: padre adoptivode Takenomaru, es escéptico de sus actividades. Su relación con Takenomaru es complicada. Perdió su mano izquierda en la guerra, y su esposa también murió, por lo que tiene gran expectativa sobre el tema confía en "Take " (como él llama a Takenomaru) para convertirse en un gran violinista.
Nakae Wakabayashi: Amiga de la infancia de Takenomaru que lo protegió y actuó como su única amiga. Ella vino de su pueblo natal para vivir y trabajar en la ciudad. Ella termina trabajando en casa de Takenomaru y del señor Sagami como una criada. Incluso después de no verse en siete años Nakae llama Takenomaru con el sobrenombre infantil "Take-chan" y actúa como si ella era su hermana mayor.
Nanao Kaga: Una chica ingenua que, en contra de los deseos de su padre y el matrimonio salió a buscar su futuro, se une a la escuela de música en la búsqueda de Takenomaru, a quien oyó tocar el violín una vez finalizado el trasladado por su actuación. Ella es la primera en enamorarse de él y luego se apuñaló por Takenomaru en un edificio de la iglesia.
Misaki Kanda: Una niña que se parece mucho a Misha de Pita Ten trabajo anterior de Koge-Donbo. Se convirtió en amiga de Nanao después de haberse conocido y piensa en ella incluso después de su desaparición (muerte), pero que todo el mundo piensa que sólo se transfirió.
Rumoi Matsumae: Una chica joven que esta ciega de un ojo y muy inteligente, considerada un genio. Ella lleva un muñeco de conejo color rosa.
Chigusa Nakamura: Una estudiante calmada, misteriosa y madura que le gusta el tiro con arco. Ella parece saber algo acerca de lo que está pasando con Takenomaru y Las lágrimas de María.
Hikari Hagi: Valiente, esta chica tiene una gran admiración por Takenomaru. En el volumen 3, ella y Takenomaru van a una cita que finalmente los lleva a dormir juntos. Pero luego, al día siguiente de entrar en una pelea Hikari se suicida.
Mine Shimabara: hermana gemela de Miwa y su polo opuesto, no le gusta la idea de tener un alumno en la escuela de música de donde hay muchas niñas. Ella se convierte en segunda víctima de Takenomaru de Las lágrimas de María. Ella sufrió la misma suerte que Nanao.
Miwa Shimabara: Una monja que es suave, tranquila y dulce.
Kami Muroto: Una chica con dos coletas que empuña una espada. Ella sin razones aparentes ataca a Takenomaru y gravemente, lo perjudica.
Maiko C. Suma: Ella es (la media más probable) hermana pequeña de Takenomaru , pero que no se han visto durante mucho tiempo. Ellos se parecen un poco ambos tienen el mismo color de pelo, pero sus ojos son de color verde, mientras que del color rojo. Más tarde, en los capítulos, también recibe un broche de Takenomaru.
Asahi Nanba: Una niña de mirada hermosa que lleva un kimono blanco. Ella lo mira sin emoción, pero tal vez es porque en realidad ella es una muñeca de canto. Más tarde, en los capítulos también recibe un broche.
Ukyo Sagano: es una chica joven con el pelo negro y ojos rojos que lleva un traje de miko, parece ser alegre e ingenua.
El Ángel: Él / Ella no a hacer una apariencia corporal todavía. Él / Ella fue la que hizo un pacto con Takenomaru y le dio tres regalos a cambio de los doce Lágrimas de María.